# Jarmila Pokorná
Jarmila Pokorná (26. června 1955 Brno – 11. května 2023) byla česká právnička a vysokoškolská pedagožka. Zabývala se zejména obchodním právem, působila na katedře obchodního práva Právnické fakulty Masarykovy univerzity.

## Život
V roce 1978 absolvovala Právnickou fakultu Masarykovy univerzity (tehdy Universita Jana Evangelisty Purkyně v Brně), až do roku 1983 působila jako podnikový právník, aby se poté jako odborná asistentka na tehdejší katedře hospodářského práva vrátila na svou alma mater. V roce 1988 získala vědeckou hodnost kandidáta věd, v roce 1996 se habilitovala a v roce 2010 byla jmenována profesorkou obchodního práva. V letech 2002–2009 se za českou stranu podílela na realizaci projektu Škola rakouského práva v Brně. Byla též členkou legislativní komise pro přípravu nového občanského zákoníku.